# Vilém Kreibich
Vilém Kreibich, křtěný Vilém Josef (6. ledna 1884 Zdice – 27. listopadu 1955 Praha) byl český akademický malíř a designér. Své dětství strávil v železničářském prostředí, což ovlivnilo jeho pozdější tvorbu. Po studiích se věnoval především malbě obrazů zachycujících parní lokomotivy a železniční provoz, ale navrhoval též propagační plakáty. Od přelomu dvacátých a třicátých let 20. století začal spolupracovat se Škodou Plzeň, výrobcem parních lokomotiv. Navrhoval úpravy vzhledu těchto strojů a posléze vytvářel celkovou vizuální podobu lokomotivní produkce společnosti. Jeho grafická díla jsou jak ve vlastnictví pražské Národní galerie, tak v majetku soukromých sběratelů.

## Život

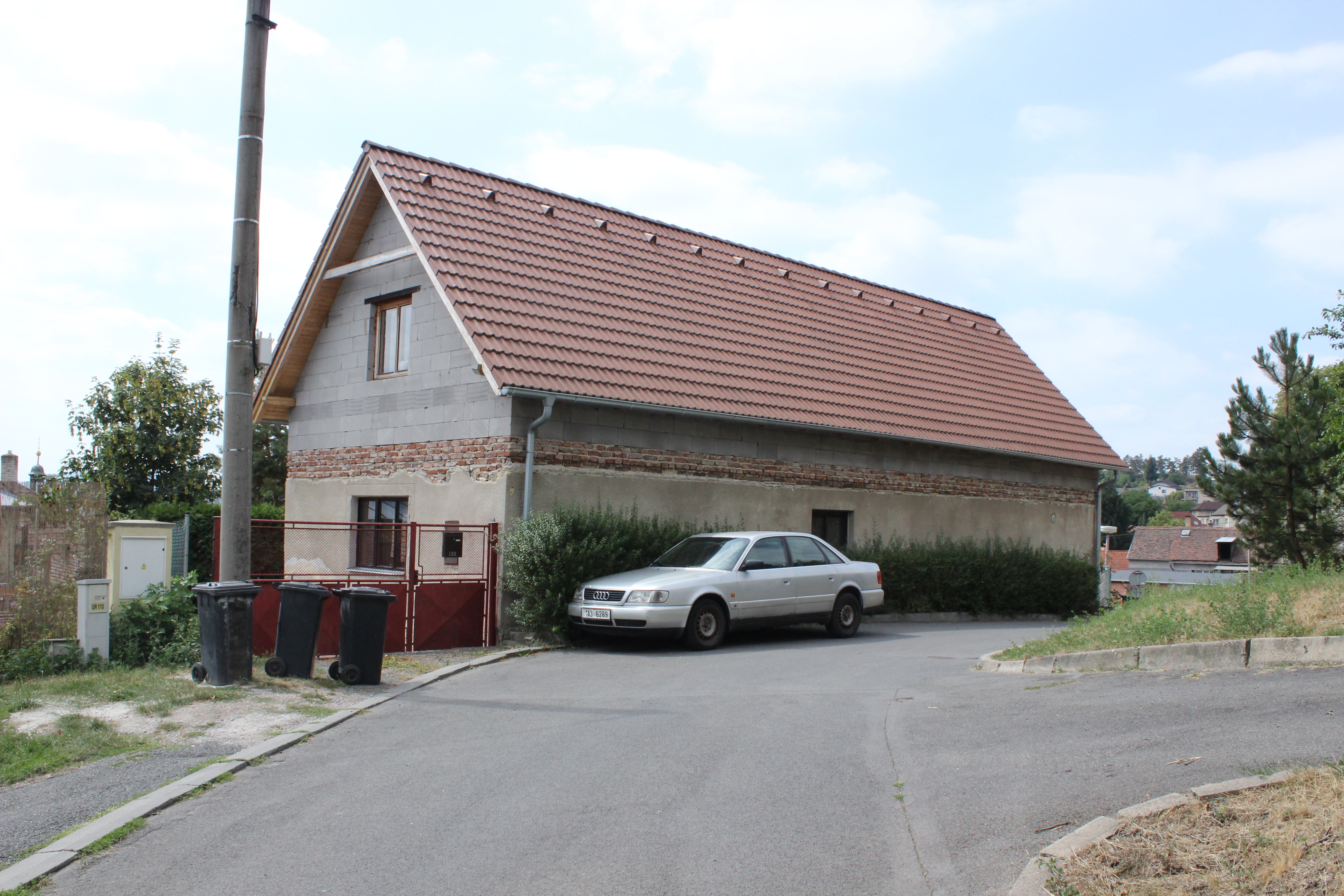
Kreibichův rodný dům (léto 2015)

Narodil se ve Zdicích, v domě čp. 152, do rodiny duchcovského rodáka Josefa, železničního strojvedoucího u České západní dráhy, a Josefy, jež pocházela z Prahy. Pokřtěn byl ve zdickém kostele Narození Panny Marie 23. ledna 1884 farářem Maxmiliánem Vodrážkou a při obřadu Vilém současně získal i své druhé křestní jméno Josef. V mládí navštěvoval obecnou školu ve svém rodném městysi a posléze pražskou akademii výtvarných umění. Na ní byl jeho učitelem profesor Hanuš Schwaiger. Ten kladl důraz na techniku malby a patřil mezi tehdejší nejlepší pedagogy na škole. Studia na akademii ukončil roku 1907. Vedle pražských studií se vzdělával také ve Vídni. Následně se věnoval malbě obrazů zachycujících především parní lokomotivy a železniční provoz. Dne 29. dubna 1911 se v Košířích oženil s Vilémou Tesařovou.
Zemřel ve věku 71 let v Praze. Pohřben byl na tamním hřbitově na Malvazinkách, avšak v roce 1976 došlo ke zrušení jeho hrobu a kremaci ostatků, které se v něm nacházely.

## Dílo

### Design československých lokomotiv
Na konci dvacátých let 20. století se seznámil s inženýrem Vlastimilem Marešem, jenž v roce 1928 přešel z ostravského oddělení Československých státních drah (ČSD) do oddělení konstrukce železničních vozidel pražského Ministerstva železnic. Spolu začali upravovat vzhled československých parních lokomotiv vyráběných v plzeňské Škodovce. Prvním výsledkem jejich spolupráce bylo umístění velkého firemního znaku na usměrňovací plechy v přední části lokomotivy řady 387.0 (zvané též Mikádo). Navrhovali také změnit do té doby používané zbarvení lokomotiv z černé na tmavě zelenou.

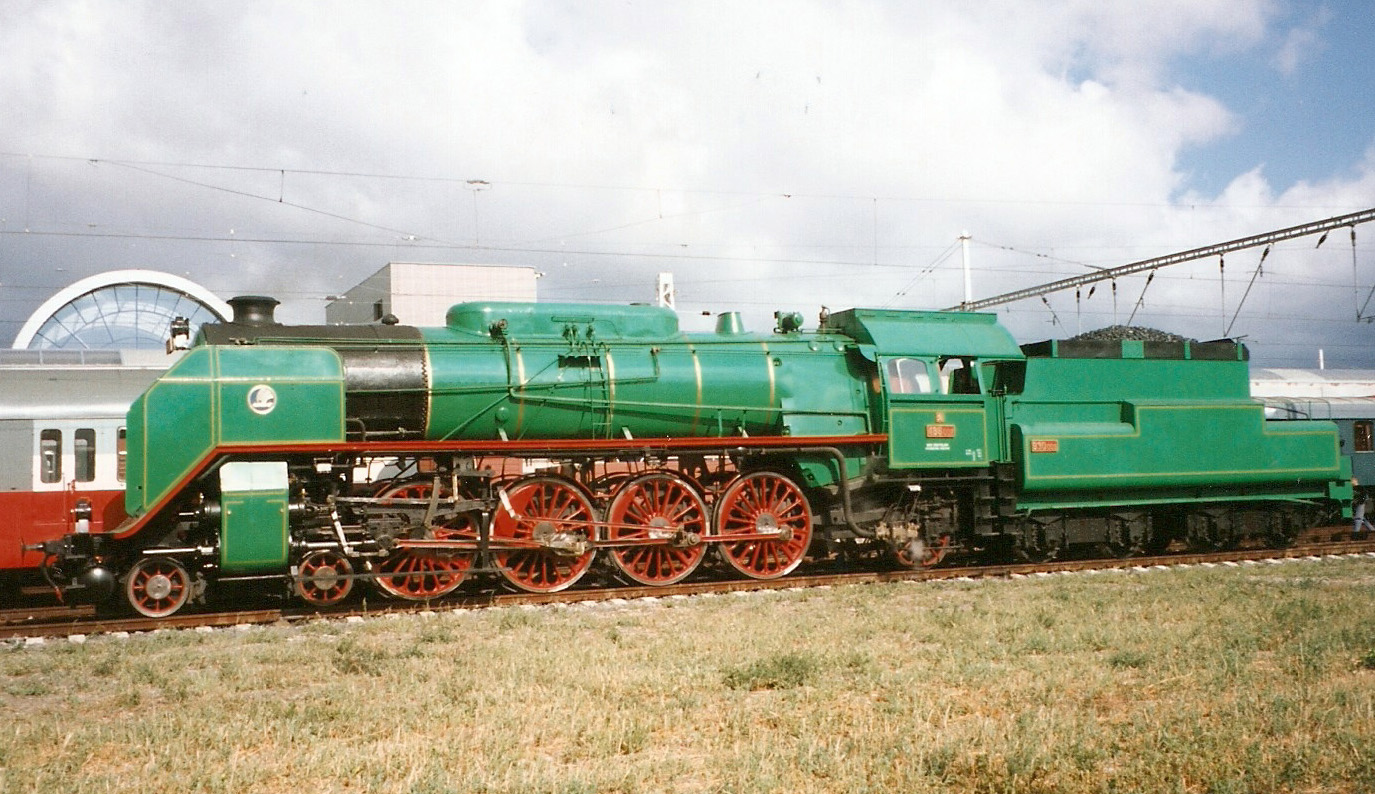
Parní lokomotiva řady 486.0 (Zelený Anton). V přední části je patrné logo výrobce na usměrňovacím plechu

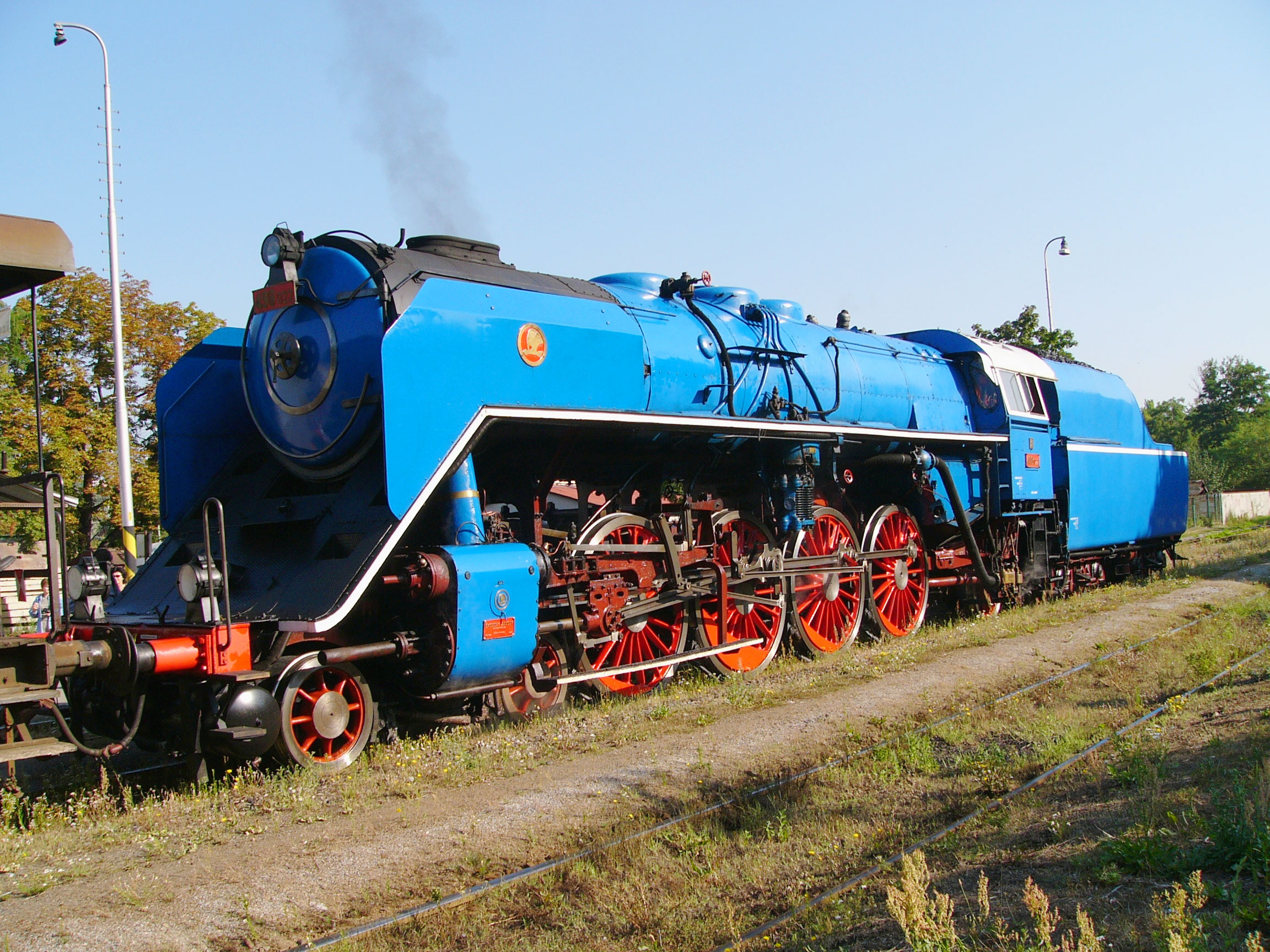
Lokomotiva řady 498.0 (Albatros)

První lokomotivou, která vzešla ze spolupráce Kreibicha s Marešem, byla horská rychlíková řada 486.0 (zvaná také Zelený Anton). Kreibich u ní navrhl tmavozelené zbarvení stroje doplněné lesklými pásy z mosazi na kotli a do červena vyvedenými koly. Toto rozložení barev pak nesly všechny rychlíkové lokomotivy vyrobené před druhou světovou válkou, které jezdily v síti ČSD. Svého vrcholu ale dosáhl Kreibich až po válce. Při návrhu nové rychlíkové lokomotivy řady 498.0 (Albatros) nejprve navrhl její vzhled a až poté konstruktéři jeho představy realizovali. Do té doby byl běžný postup opačný, kdy tedy výtvarníci mohli až hotový stroj pouze barevně upravovat. Navrhl také vzhled technicky modernizovaného typu tohoto stroje, a sice řady 498.1. Souběžně s tím Kreibich přepracoval vzhled i barevné schéma československých rychlíkových lokomotiv, kterým sice zůstala červeně zbarvená kola, ale celkové zelené zbarvení strojů nahradila modř. Jeho spolupráce s výrobcem parních lokomotiv skončila s utlumováním jejich produkce, k čemuž došlo roku 1958.

### Volná tvorba
Ve své tvorbě se věnoval figurálním a portrétovým dílům, ale především tematice nádraží, dolů či průmyslových podniků. Ovlivnilo ho dětství strávené v drážní rodině i v městysi, jenž tehdy tvořil významný železniční uzel. U Zdic se nacházely i doly na železnou rudu, které ho pravděpodobně také v jeho díle inspirovaly. Na své nejstarší známé kresbě rychlíkové lokomotivy zachytil roku 1901 stroj řady 275.0. Následně jeho grafický projev profilovalo studium na akademii, ale jeho tehdejší tvorba není známá. Po škole vytvořil roku 1908 obraz Brněnský rychlík, na němž je patrný secesní vliv inspirovaný školními studii. Obraz vznikal podle Kreibichem pořízené fotografie. To mu umožnilo přesně zpracovat jednotlivé detaily zobrazované lokomotivy. Stejný postup volil i při své další tvorbě.
Po škole hledal po dobu dvaceti let vhodný způsob výtvarného zachycení parních lokomotiv a pronikal také do jejich technických zákonitostí a detailů. Během druhé dekády 20. století se věnoval malbě průmyslových areálů (například obraz velkých dílen plzeňské Škodovky z let 1915 a 1916), ale vytvořil i svůj jediný známý akt (1919). Tuto tvorbu vystřídaly v dalších letech nádražní scény malované v ponurých (hnědých) odstínech. Vedle toho ale namaloval roku 1923 i obraz Kristiána Hynka, rektora bratislavské Univerzity Komenského. Koncem dvacátých let 20. století, poté, co navázal spolupráci s plzeňskou Škodovkou, se změnilo i výtvarné pojetí jeho obrazů. Ve své následné tvorbě zachycoval zimní motivy s lokomotivami, u nichž dbal na vykreslení jejich detailů, například páry, horkého vzduchu či kouře. V té době se také spolu s jiným předním grafikem Vilémem Rotterem věnoval návrhu reklamních plakátů a prospektů pro mladoboleslavskou automobilku Škoda.
Svou tvorbu vystavoval Kreibich například v Praze u Topiče či Rubeše, ale také ve zlínském Baťově salónu. Po Kreibichově smrti bylo možné jeho tvorbu zhlédnout na výstavách konaných například v Praze, Ostravě nebo Čelákovicích. Některá jeho díla jsou ve vlastnictví Národní galerie Praha, ale většina se nachází v soukromých sbírkách.

### Obrazy
Příklady tvorby:
- Topírna Michle (1901),[19]
- Brněnský rychlík (1908),[2]
- Škodovy závody (1912),[20]
- Noční rychlík z Vídně (1912),[21]
- Kristián Hynek (1923) – v majetku bratislavské Univerzity Komenského,[15]
- Horská rychlíková lokomotiva řady 486.0 (1932),[2]
- Albatros (1955),[2]
- Hrboun,[22]
- Lokomotiva,[23]
- Mikádo,[24]
- Tři sestry,[25]
- Rudý ďábel,[26]
- Havíři při dolování – obraz byl v majetku Ministerstva veřejných prací,[2]
- Továrna.[17]

## Galerie

Rychlíkový stroj (olej na plátně)
Závod (olej na plátně)
Pohled na závodní trať (olej na kartonu)
Říční údolí (olej na plátně)
Pohled na Prahu (olej na kartonu)
Stařenka (olej na plátně)
Portrét dívky (olej na plátně)